# Hatakeyama Shigetada
Hatakeyama Shigeyasu (畠山 重忠?; 1164 – 1205) noto anche come Shirafuji Hikoshichirō, fu un samurai che combatté nella guerra Genpei. All'inizio si schierò con il clan Taira, ma cambiò schieramento prima della battaglia di Dan-no-ura. Apparteneva alla prima linea del clan Hatakeyama.

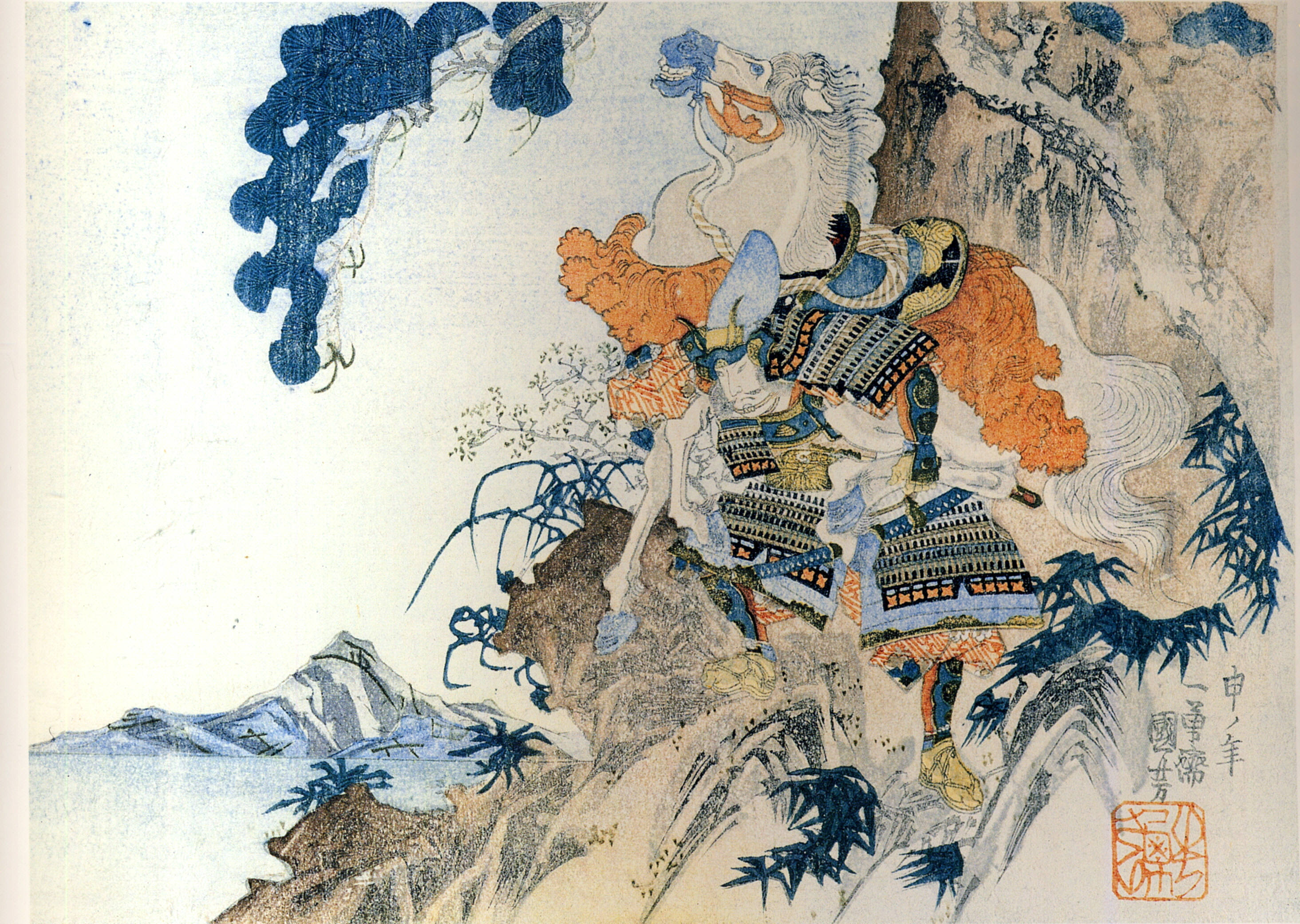
Hatakeyama Shigetada. Ukiyo-e di Utagawa Kuniyoshi

Dopo la fine della guerra, quando suo figlio Shigeyasu fu ucciso da Hōjō Tokimasa, Shigetada si ribellò. Le conseguenze della sua temerarietà fu la morte, assieme al resto della sua famiglia. Il suo coraggioso tentativo di difendere il proprio onore, assieme ad altre varie azioni di forza ed abilità sono riportate nello Heike Monogatari ed in altre cronache dell'epoca.

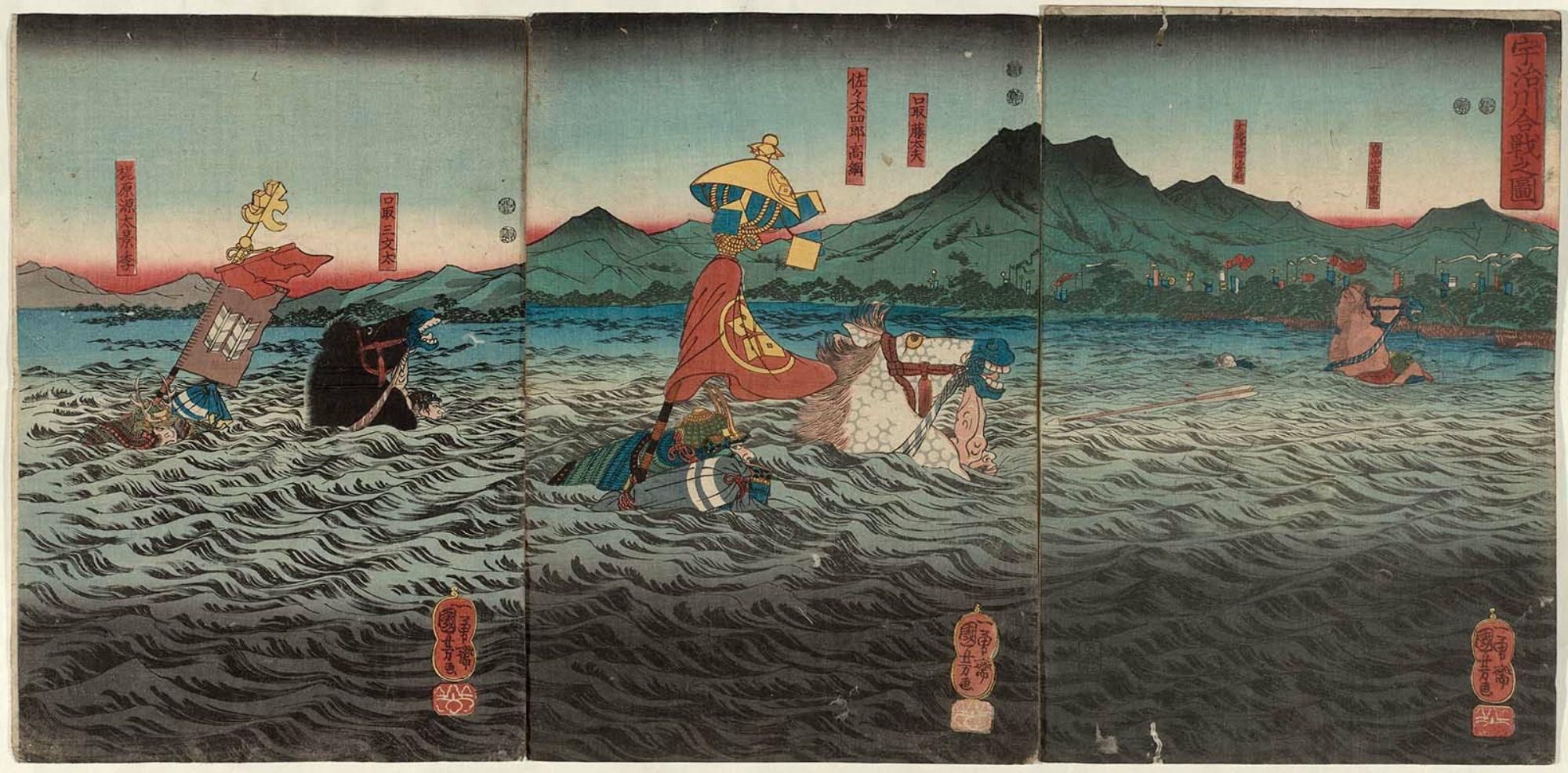
Kajiwara Kagesue, Sasaki Takatsuna e Hatakeyama Shigetada attraversano il fiume Uji durante la seconda battaglia di Uji. Stampa in legno di Kuniyoshi

In un aneddoto presente nel Heike monogatari si racconta che Shigeyasu, assieme ad altri samurai, fu il primo ad attraversare il fiume Uji. Quando il suo cavallo fu colpito da una freccia venne abbandonato e Shigeyasu usò il suo arco come un remo per aiutarsi nell'attraversata. Tuttavia non appena raggiunse la riva suo nipote Okushi no Shigechika chiese aiuto, e fu salvato da Shigeyasu; successivamente Shigechika si alzò in piedi e proclamò di esser stato il primo ad attraversare il fiume.

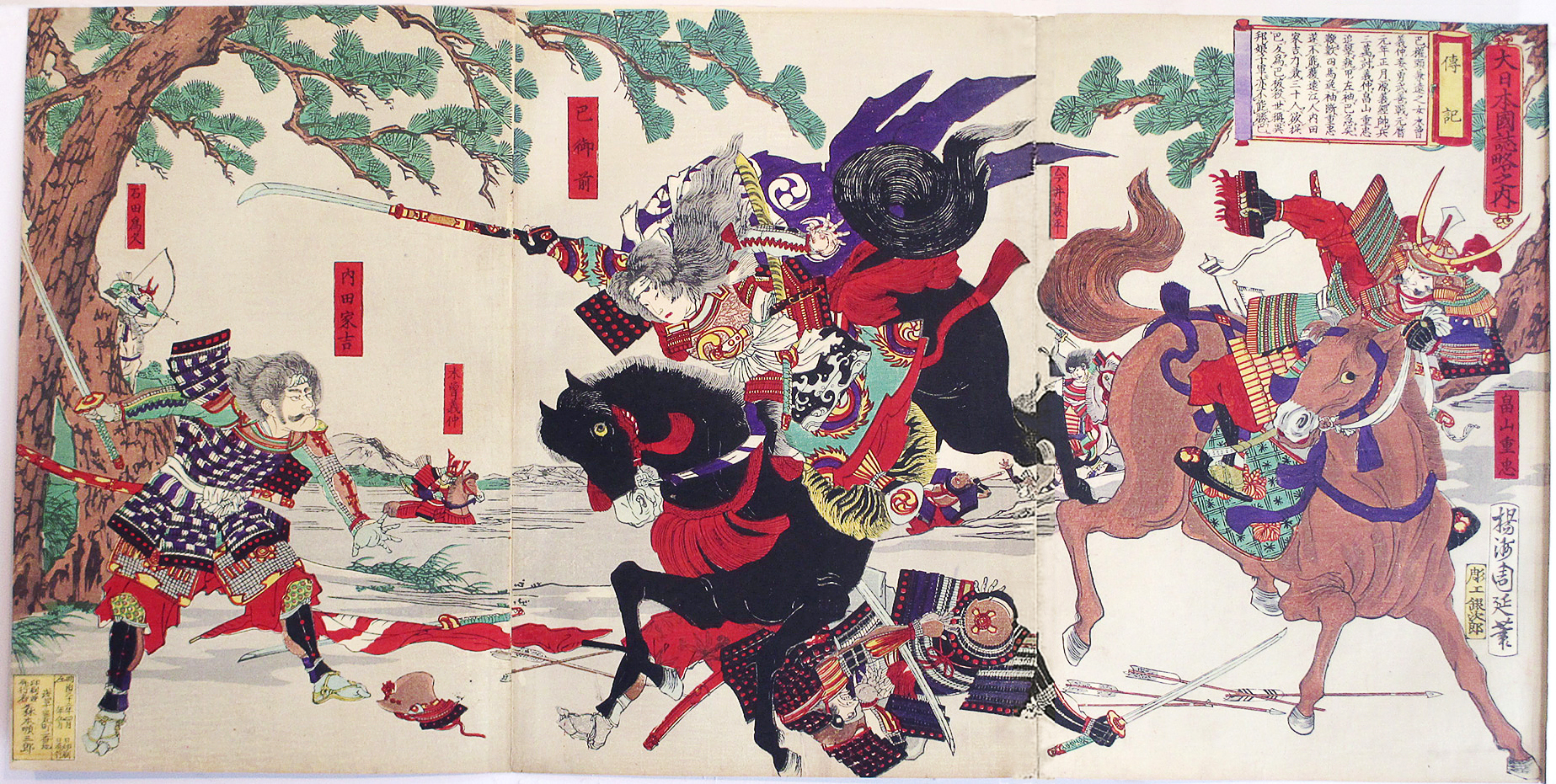
Tomoe Gozen con Uchida Ieyoshi e Hatakeyama no Shigetada. Stampa su legno di Yōshū Chikanobu, 1899

Dopo la battaglia di Awazu nel 1184, Shigetada fallì nel tentativo di catturare Tomoe Gozen.